# Перший штих

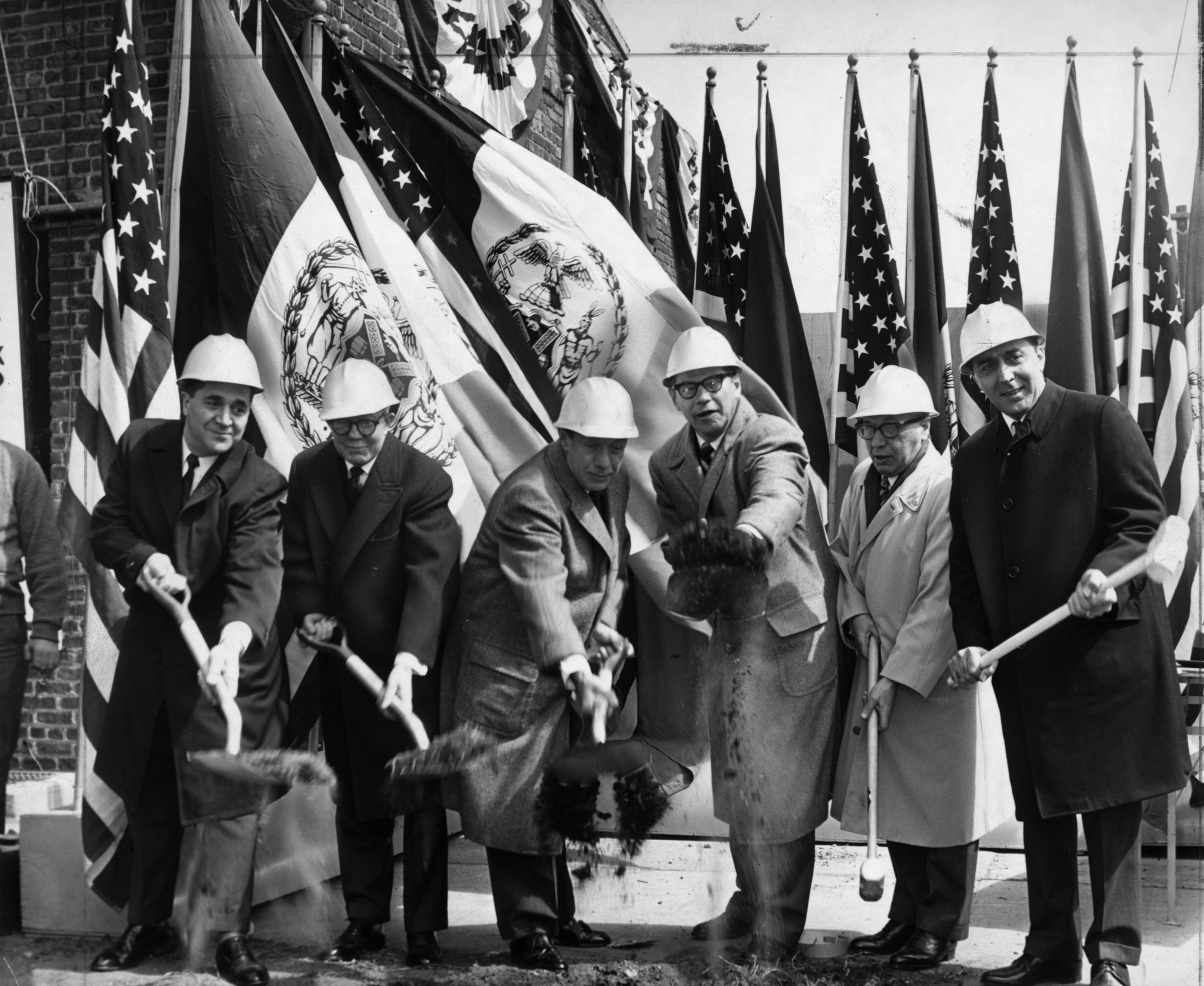
Церемонія першого штиха будови кооперативного ринку Гантс-Пойнт у Нью-Йорку, 1962 рік

Церемонія першого штиха, також відома як розрізання дерну, перекидання першого дерну,  встромляння першої лопати, англ. Groundbreaking — це традиційна церемонія в багатьох культурах, яка святкує початок будови чогось значного для громади. Рівнозначна закладанню підвалини. Такі церемонії часто відвідують високопосадовці, політики та бізнесмени.
Лопати, які використовуються у церемонії першого штиха, часто спеціально оформлені для  церемоніальних цілей, іноді пофарбовані під золото, вони в подальшому зберігаються як пам'ятні предмети, можуть мати гравіювання. На деяких церемоніях закладання фундаменту замість лопат використовують бульдозер, щоб відзначити перший день будівництва. Деякі церемонії першого штиха символічно поєднують лопати та бульдозер. В інших місцях подібну церемонію можуть провести у вигляді «закладання першого (наріжного) каменя».

## Значення
Англійський термін «Groundbreaking» у вигляді прикметника позначає щось, чого ніколи раніше не було, щось небачене чи інноваційне, як напр. «стилістично інноваційний твір». В поєднанні «groundbreaking news» є часто вживаним журналістським штампом для реклами «неймовірних новин».

## Історія
Церемонії першого штиха святкуються століттями, при початку будівництва нерухомості, на честь тих, хто доклався до їх уможливлення. Ранні обряди мали релігійне коріння. Хоча ці церемонії адаптовані до сучасності, вони все ще важливі для будівельної галузі.
Спочатку в таких церемоніях також використовувалися деякі підношення/частунки, зокрема:
- Фрукти
- Вино
- Зерна
- Пахощі
- Квасолю
- Чайне листя
- Священні предмети, такі як святі/щасливі монети та реліквії[3]

### Історичні церемонії першого штиха
Перша задокументована церемонія закладання фундаменту відбулася в стародавньому Китаї в 113 році до нашої ери. Пізніше традиція символічного освячення місця будівництва проєкту стала частиною індуїстських, даосистських, синтоїстських, буддійських та фен-шуйних традицій. Історично склалося так, що це деякі визначні події, які започатковувалися церемоніями першого штиха.
- Фестиваль для Монумента Вашингтона в 1848 році був організований президентом Джеймсом К. Полком.
- Церемонія першого штиха будови Парламенту в Мельбурні, Австралія, у 1980 році була проведена за участю королеви Єлизавети.

## Сучасний підхід до церемоній першого штиха
Причина проведення церемоній закладання фундаменту в сучасному світі має мало спільного з релігією. Сьогодні західний світ практикує цю споконвічну традицію з іншою метою.
Подібні святкування слугують бізнес-заходом для підвищення інтересу до нового проєкту/будівлі. Церемонія отримує позитивні відгуки в пресі та визнає важливість для розвитку і загального масштабу проєкту.
Зазвичай, розробник проєкту організовує церемонії першого штиха, щоб залучити клієнтів та відобразити позитивний вплив на громаду, замовників/товариств та співробітників.
Часто такі церемонії також включають промови впливових людей, таких як засновники компаній, знаменитості або відомі політики/члени громади. Єдина мета таких промов — продемонструвати, як компанія працює, розвивається, виконує свою місію та/або відобразити своє бачення, подолання труднощів та плани на майбутнє.
Щоб створити незабутнє враження про компанію та церемонію, учасникам/присутнім видаються деякі звичайні речі, зокрема лопати, будівельні каски тощо.

### Останні тенденції
Сьогодні компанії з нерухомості випробовують різні підходи до церемоній першого штиха, щоб виділитися серед конкурентів та привернути увагу ЗМІ.
Компанія Lowe Enterprises, забудовник з Лос-Анджелеса, організувала «підняття стіни» у 1997 році, щоб привернути увагу до початку свого будівельного проєкту. Інший забудовник із Санта-Моніки влаштував вечірку з нагоди завершення будівництва найнижчого рівня свого паркінгу.

Голлівудський забудовник TrizecHahn здійснив ще одну нетрадиційну церемонію. Компанія провела дорогий захід, що став першопрохідцем для свого проєкту розважальної та торговельної мережі Hollywood & Highland вартістю 350 мільйонів доларів. Захід обслуговував музичний продюсер Квінсі Джонс, а кейтерингом займався відомий шеф-кухар Вольфґанґ Пак.

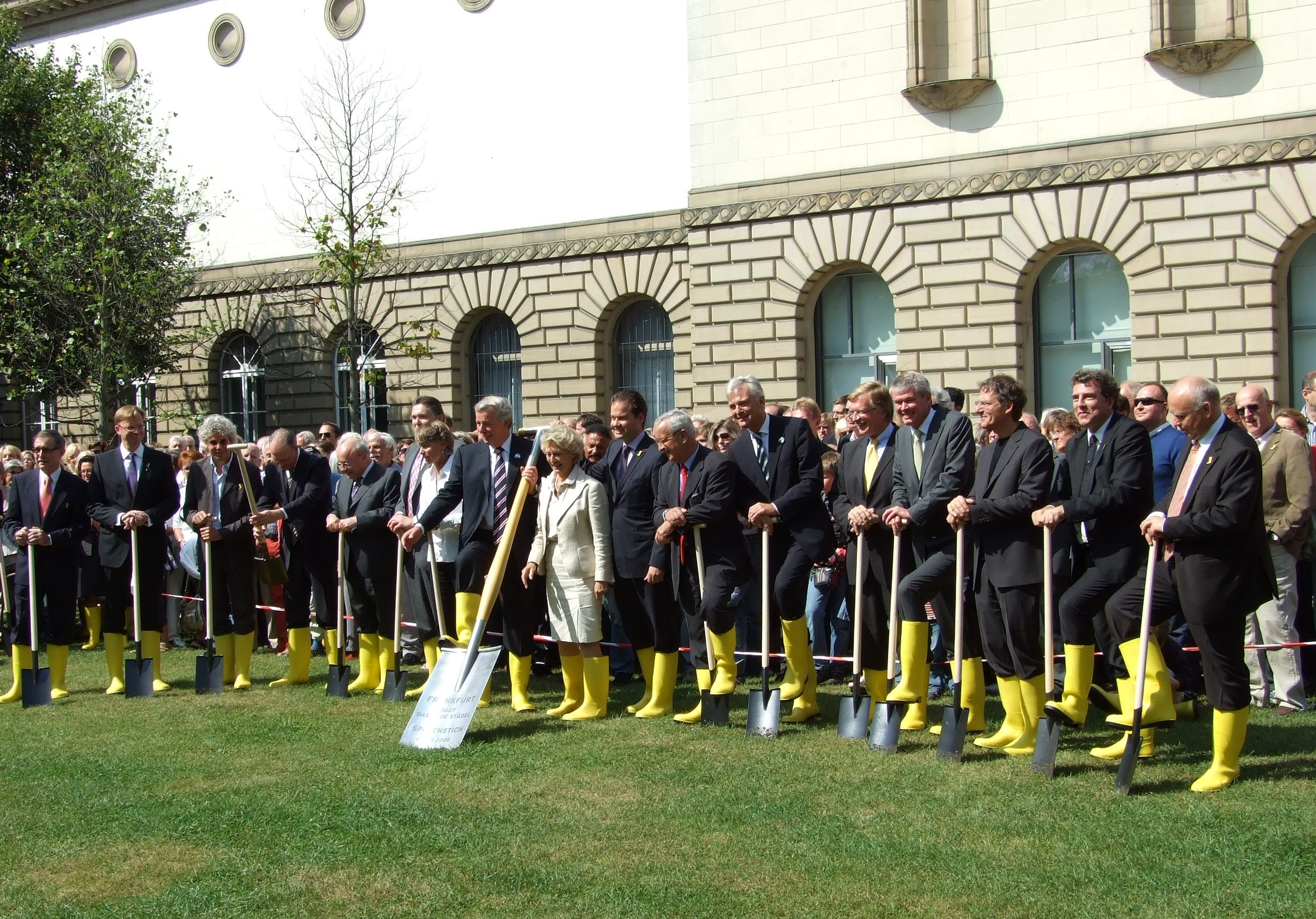
Церемонія закладання фундаменту з лопатами, на ознаменування початку будівництва нового музею Штеделя у Франкфурті-на-Майні 6 вересня 2009 року.
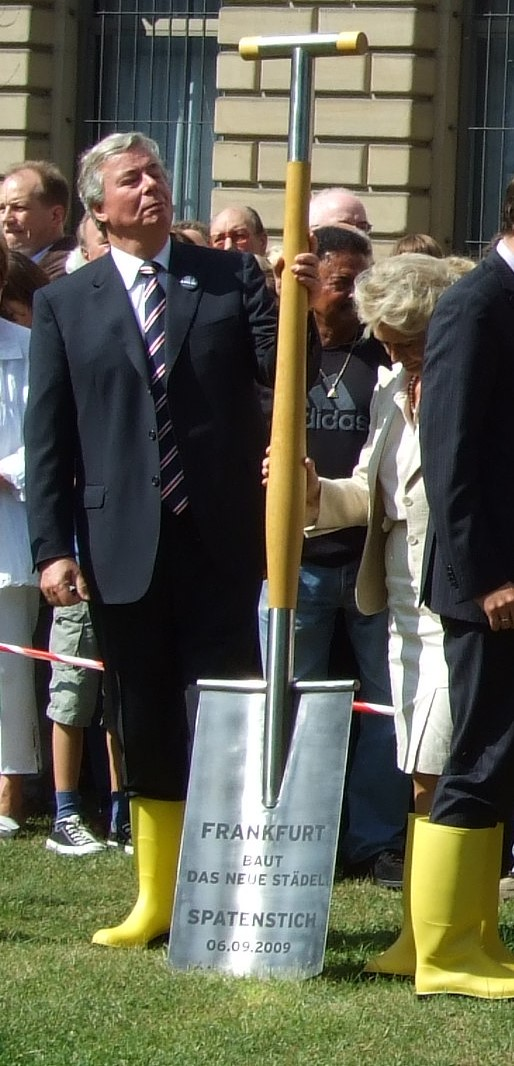
Гравійована лопата в церемонії закладання фундаменту
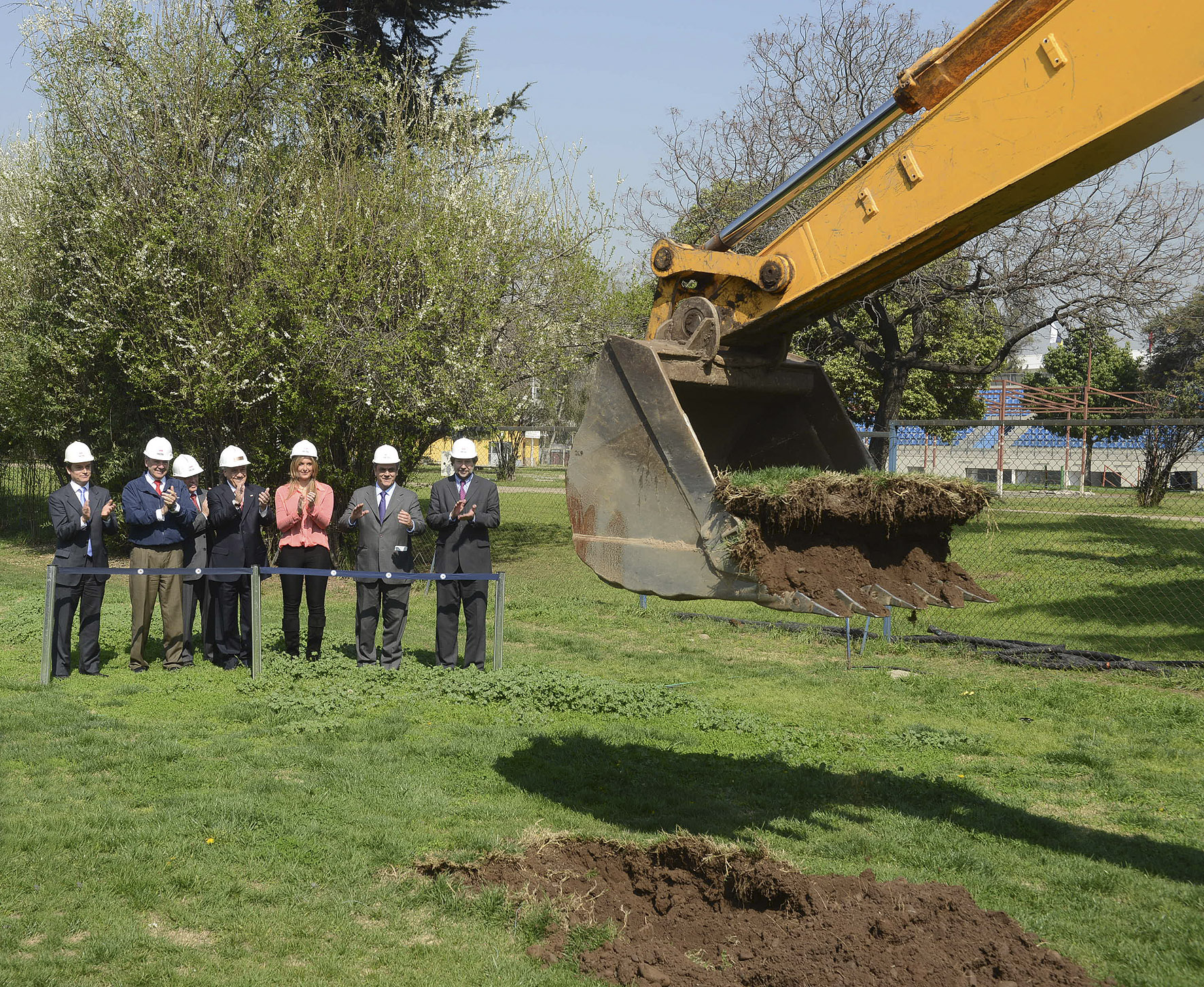
Церемонія закладання фундаменту з екскаватором на початку будівництва нової лінії метро в Сантьяго 13 вересня 2012 року, в якій взяв участь президент Себастьян Піньєра (четвертий зліва).
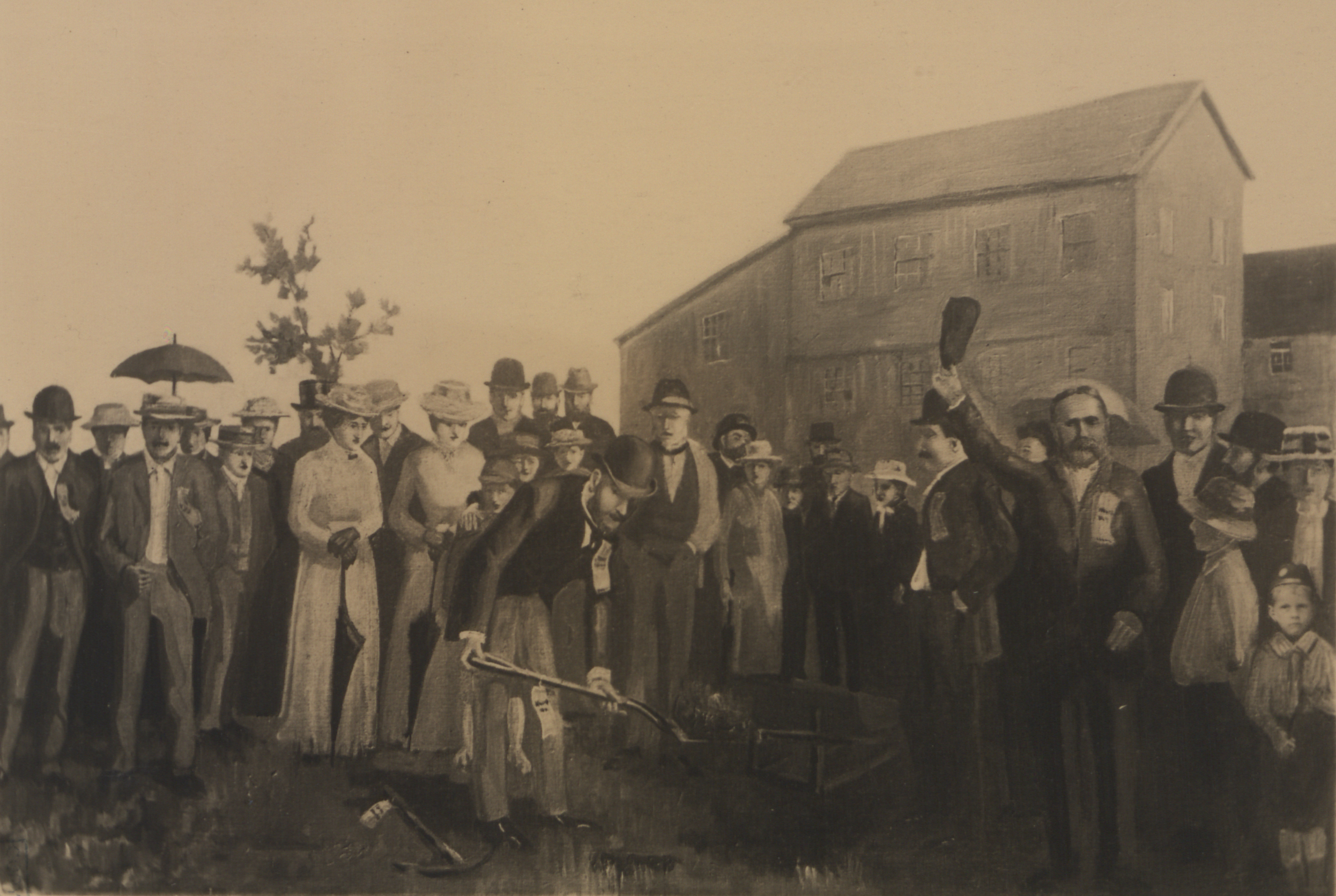
Перевертання першого дерну в Су-Сент-Марі 30 липня 1890 року на будівництві першого державного енергетичного каналу, побудованого в Канаді для загального розподілу електроенергії для промислових цілей.

### В українській діаспорі

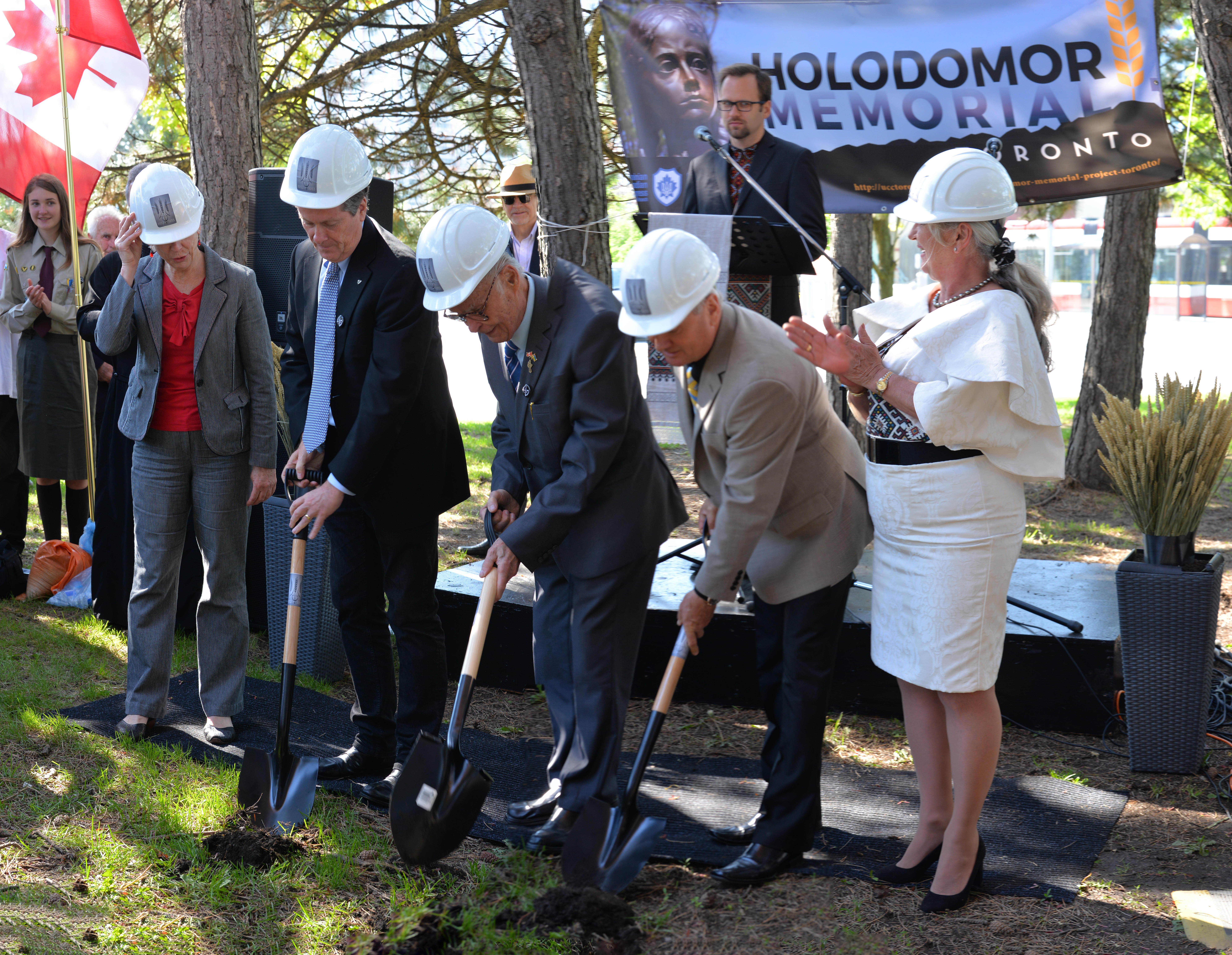
Церемонія закладання Меморіалу Голодомору в Торонто 28 травня 2017. Даєн Янґ, Джон Торі, Микола Латишко, Тарас Багрій, Оксана Рева
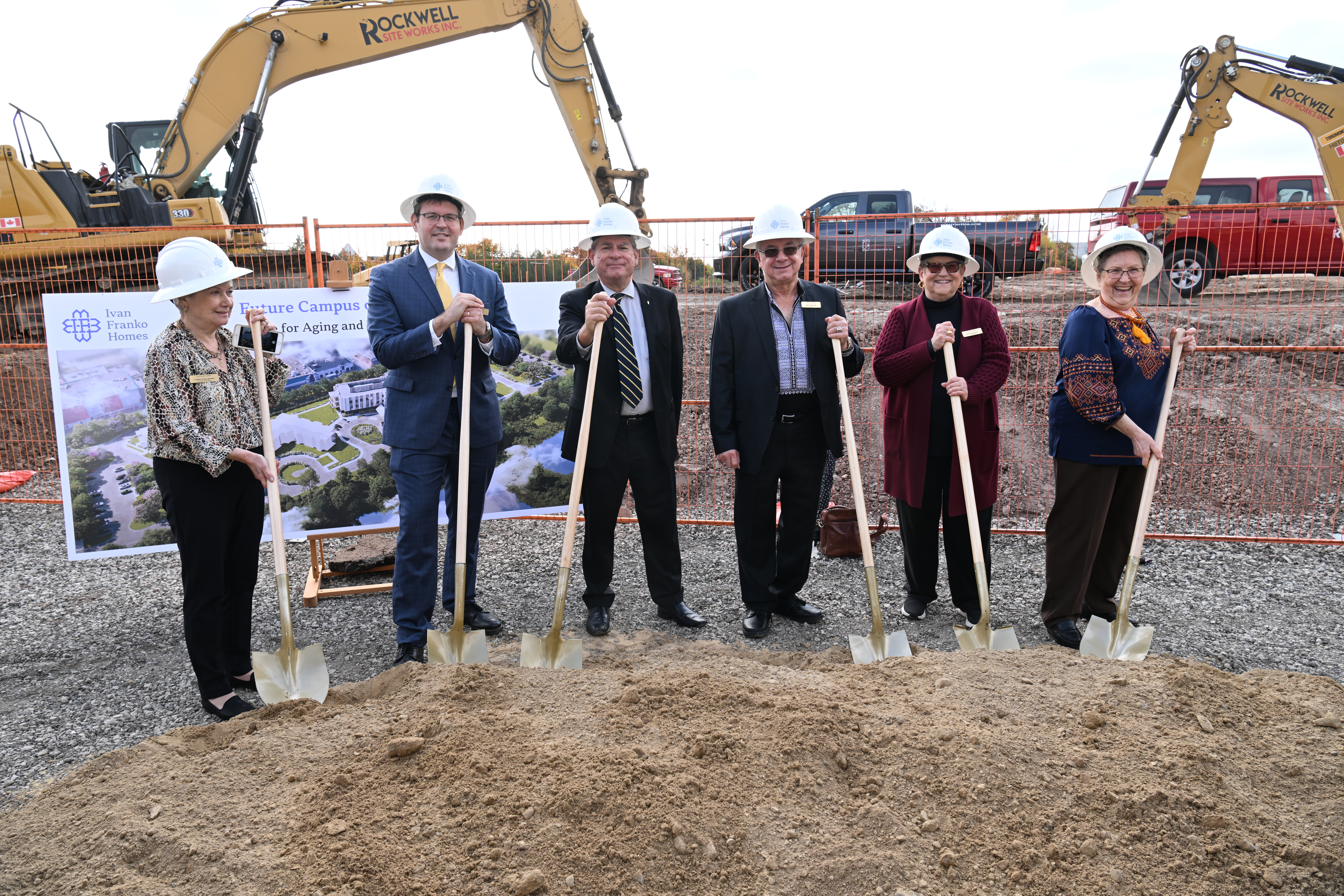
Церемонія першого штиха на будові нового корпусу Старечого дому ім. Івана Франка в Міссіссазі, Отнаріо

## Зовнішні посилання
- Вікісховище має мультимедійні дані за темою: Перший штих